# Alfred Vestring
Alfred B. Vestring (* 2. Januar 1930 in Castrop-Rauxel) ist ein ehemaliger deutscher Diplomat, der zwischen 1969 und 1971 Botschafter in der Jemenitischen Arabischen Republik, von 1971 bis 1975 Botschafter in Madagaskar, zwischen 1979 und 1981 Botschafter in Saudi-Arabien, 1981 bis 1985 Ständiger Vertreter bei der UNESCO in Paris sowie zuletzt von 1989 bis 1995 Botschafter in Pakistan war.

## Leben
Alfred Vestring, geboren im Castrop-Rauxeler Stadtteil Castrop, begann nach dem Abitur ein Studium der Rechtswissenschaften und Volkswirtschaftslehre an der Universität von Paris, der Westfälischen Wilhelms-Universität sowie der Rheinischen Friedrich-Wilhelms-Universität Bonn, das er 1957 mit dem Ersten Juristischen Staatsexamen abschloss.
Im Jahr 1957 begann Vestring den Vorbereitungsdienst für den höheren Auswärtigen Dienst und war nach dessen Abschluss zwischen 1959 und 1961 zunächst Mitarbeiter der Politischen Abteilung in der Zentrale des Auswärtigen Amtes in Bonn. 1961 wurde er zum Legationsrat befördert und war daraufhin erst Mitarbeiter der Botschaft im Libanon, ehe er zwischen dem 31. August 1966 und 1967 als Legationsrat Erster Klasse Verwendung an der Botschaft in Marokko fand. Nach seiner Rückkehr nach Deutschland war er anfangs von 1967 bis 1968 Legationsrat Erster Klasse und Referent im Referat Naher Osten und Nordafrika der Politischen Abteilung des Auswärtigen Amtes und anschließend zwischen dem 1. Juli 1968 und Juli 1969 als Legationsrat Erster Klasse Persönlicher Referent des Parlamentarischen Staatssekretärs im Auswärtigen Amt, Gerhard Jahn.
Nachdem die Bundesrepublik Deutschland am 15. Juli 1969 diplomatische Beziehungen zur Jemenitischen Arabischen Republik (Nordjemen) aufgenommen hatte, wurde Vestring dort erster Botschafter. Am 16. September 1969 übergab er sein Beglaubigungsschreiben dem Präsidenten der Jemenitischen Arabischen Republik, Abdul Rahman al-Iriani. Von Sommer 1971 bis Sommer 1975 war Botschafter in Madagaskar und Mauritius.
Nach seiner Rückkehr wurde er Ende 1975 zunächst Leiter eines Referats der Abteilung Auswärtige Kulturpolitik sowie anschließend als Vortragender Legationsrat Erster Klasse bis Ende November 1979 Leiter des Referats West- und Zentralafrika der Politischen Abteilung des Auswärtigen Amtes. Ende 1979 wurde Vestring als Nachfolger von Reinhard Schlagintweit Botschafter in Saudi-Arabien mit Dienstsitz in Dschidda. Danach wurde er 1981 Ständiger Vertreter der Bundesrepublik Deutschland bei der UNESCO in Paris im Range eines Botschafters und übte diese Funktion bis 1985 aus.
Zuletzt wurde Vestring nach einer erneuten Verwendung im Auswärtigen Amt 1989 als Nachfolger des in den Ruhestand getretenen Gerd Berendonck Botschafter der Bundesrepublik Deutschland in Pakistan. Er verblieb auf diesem Botschafterposten bis zu seinem eigenen Eintritt in den Ruhestand 1995. Sein Nachfolger wurde daraufhin der bisherige Botschafter in Nigeria, Jürgen Kleiner.
Vestring, der heute in Bonn lebt, hatte 1961 Ulrike Weber geheiratet, setzte sich für eine friedliche Beendigung des Embargos im Irakkrieg sowie des Bürgerkrieges in Syrien ein und hat drei Kinder.